# Nada Murganić
Nada Murganić (ur. 14 stycznia 1958 w Karlovacu) – chorwacka polityk, pracownik socjalny i samorządowiec, posłanka do Zgromadzenia Chorwackiego, od 2016 do 2019 minister demografii, rodziny, młodzieży i polityki społecznej.

## Życiorys
Absolwentka wydziału prawa Uniwersytecie w Zagrzebiu. Była zatrudniona w Chorwackim Czerwonym Krzyżu i jako pracownik socjalny. Później została dyrektorem domu opieki nad osobami starszymi i niepełnosprawnymi w Karlovacu.
W 1995 wstąpiła do Chorwackiej Wspólnoty Demokratycznej (HDZ). Została przewodniczącą regionalnej organizacji kobiecej partii i wiceprzewodniczącą struktur miejskich HDZ. Wybierana na radną swojej rodzinnej miejscowości, w 2010 objęła funkcję przewodniczącej rady miasta. W latach 2014–2016 sprawowała mandat posłanki do Zgromadzenia Chorwackiego VII i VIII kadencji.
W październiku 2016 została ministrem demografii, rodziny, młodzieży i polityki społecznej w rządzie Andreja Plenkovicia. Urząd ten sprawowała do lipca 2019. W wyborach w 2020 uzyskała mandat deputowanej do chorwackiego parlamentu.